# ジョアンナ・ラス
ジョアンナ・ラス（Joanna Russ、1937年2月22日 - 2011年4月29日）は、アメリカ合衆国の作家、フェミニスト。

## 経歴・人物
ニューヨーク州ニューヨーク市ブロンクス区出身。コーネル大学で学び、同校、ニューヨーク州立大学で教鞭をとる。
1983年に「祈り」(Souls) がヒューゴー賞 中長編小説部門、ローカス賞 ノヴェラ部門を受賞。
レズビアンであることを公表して活動を行っていた。
アリゾナ州ツーソンで死去。74歳没。

## 日本語訳された著書
- 『フィメール・マン』（The Female Man、友枝康子訳、サンリオSF文庫） 1981年10月
- 『テクスチュアル・ハラスメント』（How to Suppress Women's Writing、小谷真理訳、インスクリプト） 2001年2月